# جرالد فورشلت
جرالد فورشلت (انگلیسی: Gérald Forschelet؛ زادهٔ ۱۹ سپتامبر ۱۹۸۱) بازیکن فوتبال اهل فرانسه است.
از باشگاه‌هایی که در آن بازی کرده‌است می‌توان به باشگاه فوتبال رویال شارلوا، ای‌اف‌سی توبیز، باشگاه فوتبال کن، و باشگاه فوتبال بولتون واندررز اشاره کرد.